# الكوماندو (فلم 2022)
الكوماندو (بالإنجليزية: The Commando) هو فيلم أكشن أمريكي لعام 2022، من إخراج آصف أكبر، وبطولة ميكي رورك ومايكل وايت.

## روابط خارجية
- مقالات تستعمل روابط فنية بلا صلة مع ويكي بيانات